# Publius Cornelius Dolabella
Publius Cornelius Dolabella was een Romeins generaal en diende in 44 v.Chr. als consul suffectus. Hij was getrouwd met Tullia, de dochter van Marcus Tullius Cicero.

## Biografie
Bij het uitbreken van de Burgeroorlog tussen Pompeius en Caesar steunde Dolabella aanvankelijk Pompeius, maar toch stapte hij naar de zijde van Julius Caesar over. Hij stond aan diens zijde bij de Slag bij Pharsalus. In 47 v.Chr. werd Dolabella verkozen tot Volkstribuun, nadat hij zich had laten adopteren. Toen hij trachtte met geweld een wet van hem erdoorheen te drukken, geraakte hij slaags met Marcus Antonius. Na de terugkeer van Caesar in Rome werd Dolabella echter begenadigd. Caesar nam hem daarop mee als generaal voor zijn militaire campagnes in Afrika en Spanje.
Toen Caesar terugkeerde wilde hij dat Dolabella hem zou opvolgen als consul, maar Marcus Antonius was hier  tegen. Caesar bond hier vervolgens op in, maar na diens dood greep Dolabella alsnog het consulaatschap. Hij sloot hierbij een verbond met Marcus Iunius Brutus en de andere moordenaars van de dictator. Toen Antonius hem echter het commando bood over een militaire campagne tegen de Parthen wisselde hij opnieuw van partij. Tijdens zijn campagne liet hij echter Gaius Trebonius vermoorden waardoor Dolabella alsnog tot staatsvijand werd verklaard. Cassius Longinus achtervolgde hem naar Laodicea waar Dolabella zijn soldaten de opdracht gaf om hem te doden.